# Leucosyke arcuatovenosa
Leucosyke arcuatovenosa är en nässelväxtart som beskrevs av Unruh. Leucosyke arcuatovenosa ingår i släktet Leucosyke och familjen nässelväxter. Inga underarter finns listade i Catalogue of Life.